# Eberbach
Eberbach är en stad i Rhein-Neckar-Kreis i det tyska förbundslandet Baden-Württemberg. Eberbach, som första gången nämns i ett dokument från år 1196, hade 14 340 invånare år 2012.
Staden ingår i kommunalförbundet Eberbach tillsammans med kommunen Schönbrunn.
Eberbach har tio stadsdelar: Neckarwimmersbach, Brombach, Friedrichsdorf, Lindach, Rockenau, Igelsbach, Gaimühle, Unterdielbach, Badisch Schöllenbach och Pleutersbach.